# Biên độ xác suất

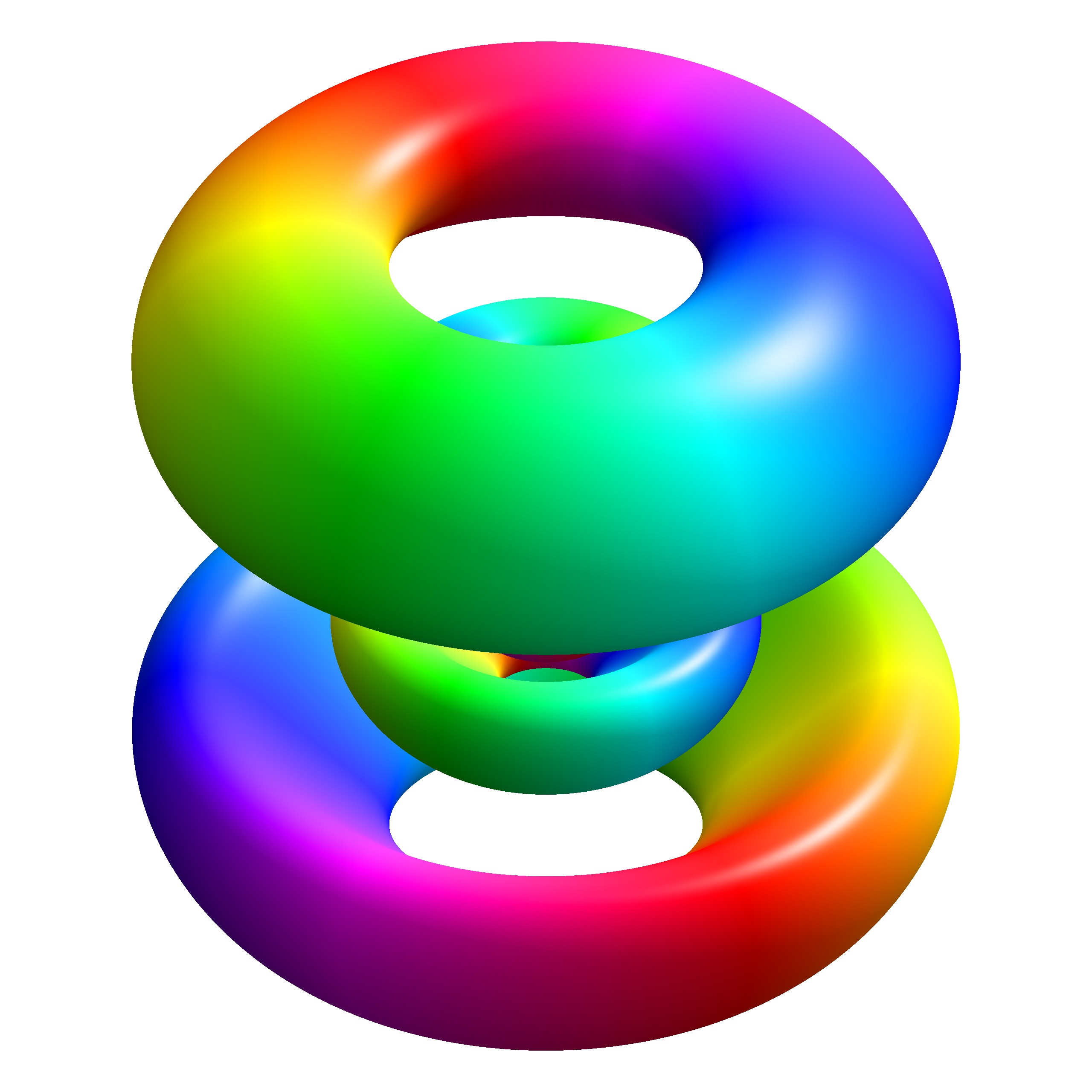
Hàm sóng cho một hạt electron trên obitan nguyên tử 5d của nguyên tử hiđrô. Những phần tô màu chỉ ra vị trí nơi mật độ xác suất của electron lớn hơn một giá trị cho trước (ở đây bằng 0,02 nm^{−3}): nó được tính từ biên độ xác suất. Sắc độ (hue) trên bề mặt chỉ ra pha phức của hàm sóng.

Trong cơ học lượng tử, biên độ xác suất là một số phức được sử dụng để miêu tả hành xử của hệ vật lý lượng tử. Bình phương mô đun của số này biểu diễn xác suất hay mật độ xác suất.
Biên độ xác suất cung cấp một mối liên hệ giữa hàm sóng (hay tổng quát hơn, vectơ trạng thái lượng tử) của một hệ với kết quả quan sát trên hệ đó, với Max Born là người đầu tiên nêu ra đề xuất này. Giải thích các giá trị của một hàm sóng như là biên độ xác suất là trụ cột của giải thích theo trường phái Copenhagen (Copenhagen interpretation) về bản chất cơ học lượng tử. Thực tế, các tính chất của không gian các hàm sóng đã được sử dụng để thực hiện những tính toán vật lý (như bức xạ từ nguyên tử tại những mức năng lượng rời rạc) trước khi có bất kỳ một cách giải thích nào về những hàm đặc biệt này được nêu ra. Max Born đã nhận một nửa  giải Nobel Vật lý năm 1954 cho cách giải thich thống kê về hàm sóng, và xác suất tính toán đôi khi được gọi là "xác suất Born". Các khái niệm xác suất, bao gồm mật độ xác suất và đo đạc trong cơ học lượng tử (quantum measurement), đã bị nghi ngờ bởi những người khai sinh ra cơ học lượng tử, như bởi Schrödinger và Einstein. Nó là nguồn gốc của những hệ quả bí ẩn và những khó khăn về mặt triết học trong chủ đề giải thích cơ học lượng tử —một chủ đề vẫn còn gây tranh cãi trong cộng đồng các nhà vật lý.